# Miss Universo Tailandia 2021
Miss Universo Tailandia 2021 fue la 22.ª edición del concurso Miss Universo Tailandia. Se llevó a cabo el 24 de octubre de 2021 en el NICE del Jardín botánico tropical de Nong Nooch en Pattaya, Tailandia. Miss Universo Tailandia 2020, Amanda Obdam, coronó a Anchilee Scott-Kemmis como su sucesora al final del evento. Representó a Tailandia en Miss Universo 2021 llevado a cabo en Eilat, Israel, pero no logró clasificar al Top 16 de cuartofinalistas.
30 candidatas participaron en la competencia de ese año. El concurso fue presentado por Piyawat Kempetch en su tercer año consecutivo. El campamento de belleza se llevó a cabo en el Parque nacional de Khao Yai en Pak Chong, Nakhon Ratchasima. Esta fue la primera vez que el concurso se transmitió como un programa de telerrealidad en TrueID. La competencia final fue transmitida por PPTV HD y TrueID.
Esta edición marca el primer año que la competencia está dirigida bajo la dirección de Punika Kulsoontornrut. Además de ser la mánager del certamen, también será la entrenadora de pasarela. Punika se había posicionado previamente como segunda finalista en la edición anterior.

## Antecedentes

### Lugar y fecha

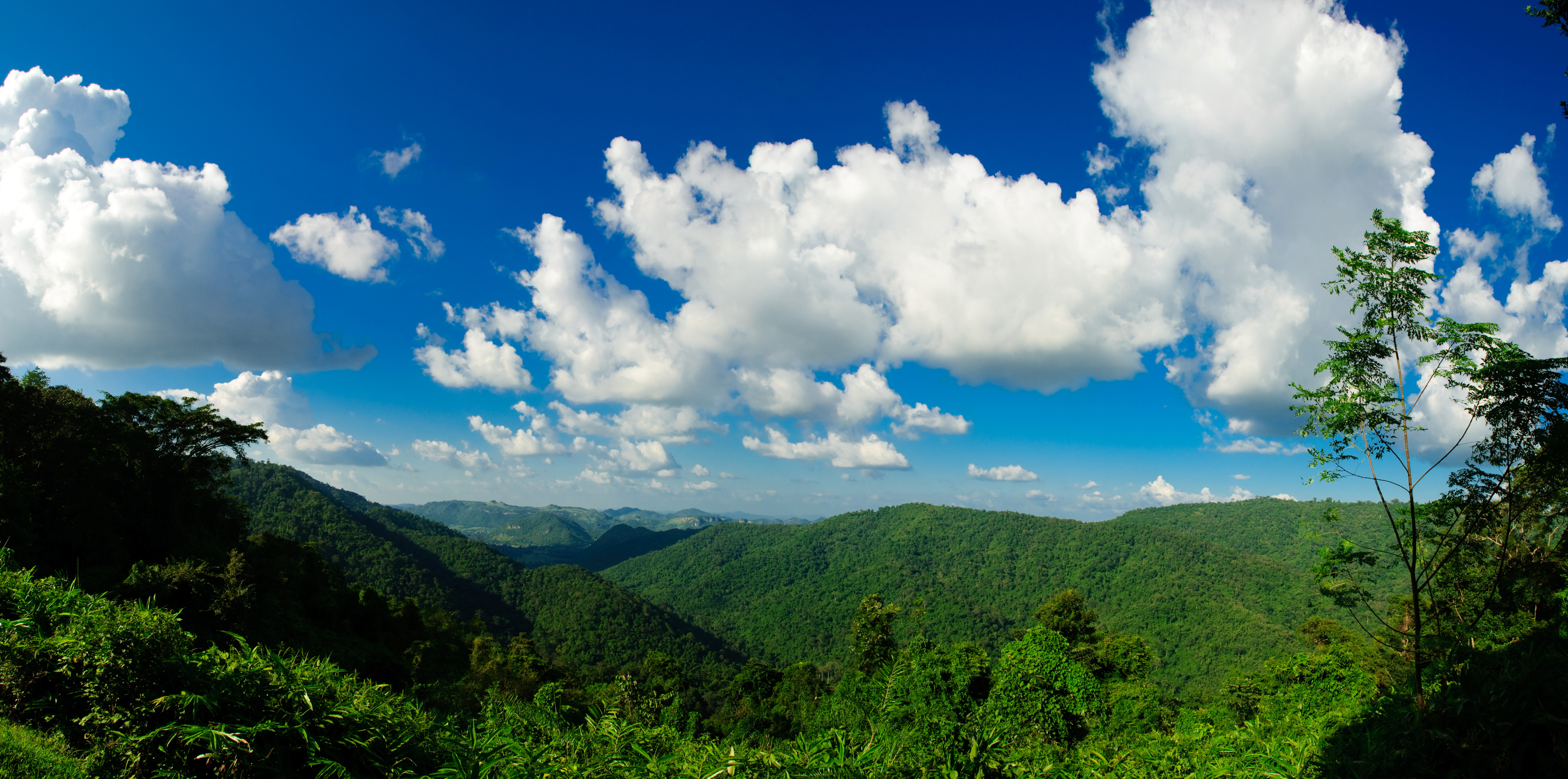
Parque nacional de Khao Yai sede de campamento de belleza y presentación de trajes de baño.

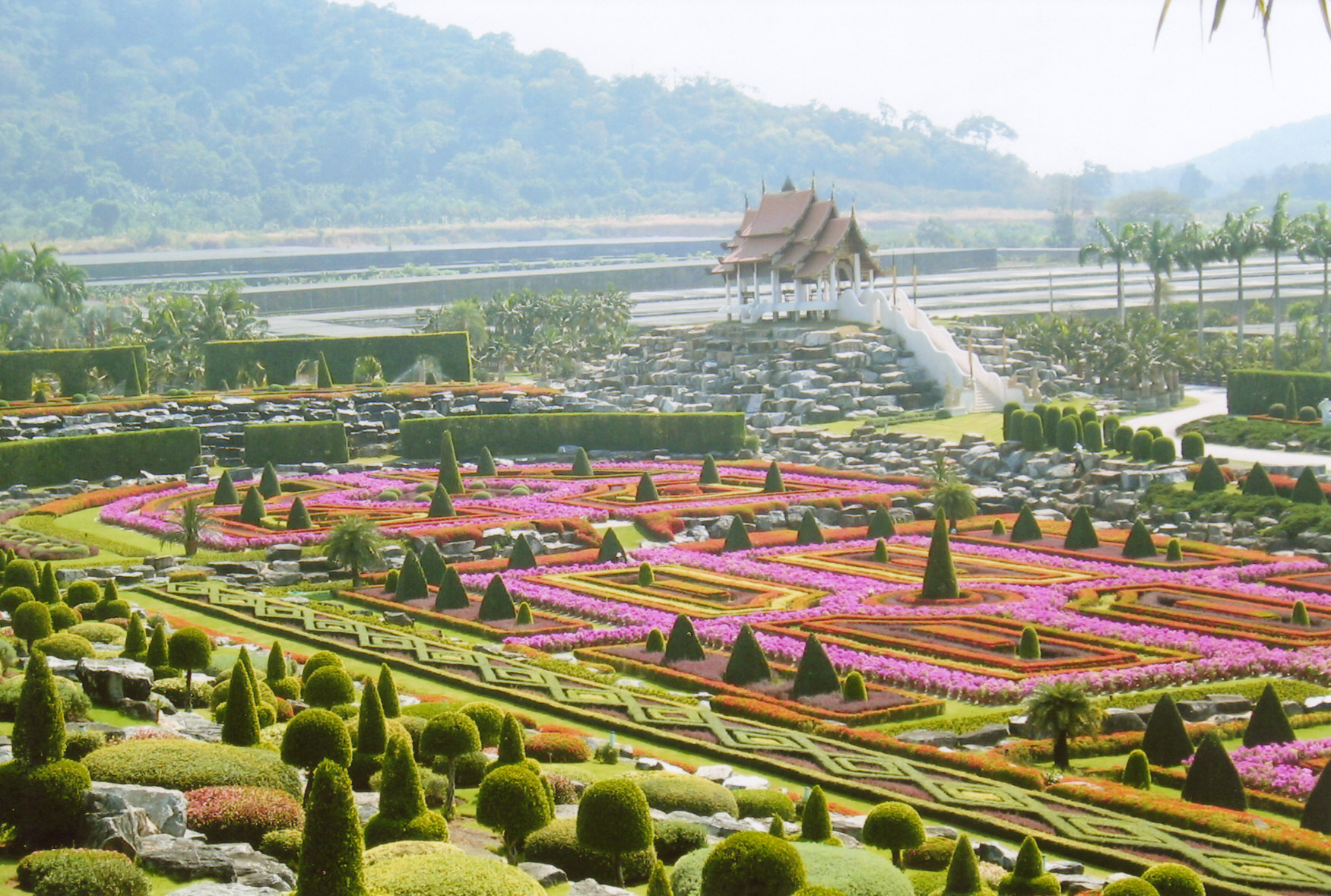
NICE, Jardín botánico tropical de Nong Nooch, sede de la final de Miss Universo Tailandia 2021.

El 6 de septiembre de 2021, TPN Global Co., Ltd. anunció que la competencia preliminar y final del concurso Miss Universo Tailandia 2021 se llevaría a cabo el 22 y 24 de octubre respectivamente, en el True Icon Hall de Iconsiam en Bangkok. El campamento de belleza se realizó del 9 al 15 de octubre mientras que la presentación de trajes de baño se realizó el 19 de octubre. Ambos eventos se llevaron a cabo en el Parque nacional de Khao Yai en Pak Chong, Nakhon Ratchasima.

### Selección de participantes
El 6 de septiembre de 2021, TPN Global Co., Ltd. lanzó el proceso de selección de participantes para el concurso Miss Universo Tailandia 2021. El proceso comienza con la presentación de la solicitud de una candidata a TPN Global Co., Ltd. La presentación final de la solicitud fue el 19 de septiembre de 2021.
El 26 de septiembre de 2021, TPN Global Co., Ltd. reveló el Top 63 de candidatas. El día de la audición y el anuncio del Top 30 se llevó a cabo el 1 de octubre de 2021 y las ocho candidatas que recibieron el Premio Tiara Dorada en la audición avanzaron automáticamente al Top 30.
| Premio       | Candidatas | Ref.          |
| ------------ | --- | ------------- |
| Tiara Dorada | - 08 - Sarinthorn Kathleen Branston - 09 - Surarak Kairsungnoen - 24 - Pimnara Vonzurmuehlen - 27 - Anchilee Scott-Kemmis - 18 - Mie Hirai - 07 - Pheeraya Phuangsombut - 10 - Nichnita Chatthirarat - 28 - Kanthica Champathong | [ 13 ] [ 14 ] |

### Equipo de expertos
El 6 de septiembre de 2021, TPN Global Co., Ltd. anunció los expertos y entrenadores del certamen para Miss Universo Tailandia 2021.
- Rossukon Gonggate - entrenadora de actuación y desarrolladora de habilidades humanas
- Punika Kulsoontornrut - entrenadora de pasarela
- Thitipong Duangkong - contenido de oratoria
- Varistha Nakornthap - contenido de oratoria
- Vinij Boonchaisri - jefa de maquillaje de L'Oréal París[15]
- Wachira Manowong - coreógrafo
- Thitipan Raksasat - director de MUT Ringside Reality

### MUT Reality Live: Exclusive Content
Se lanzó un programa de telerrealidad de ocho episodios titulado «MUT Reality Live: Exclusive Content» en MUT Reality Live Channel a través de TrueID, y se podía ver por una tarifa única. Esta es la lista de episodios de MUT Reality Live: Exclusive Content.
| Episodio | Título                                    | Fecha de emisión original | Ref.   |
| -------- | ----------------------------------------- | ------------------------- | ------ |
| 1        | Re-Act Who's Next MUT 2021                | 23 de septiembre de 2021  | [ 19 ] |
| 2        | First Shot, Best Shot                     | 2 de octubre de 2021      | [ 20 ] |
| 3        | Keyword Battle                            | 5 de octubre de 2021      | [ 21 ] |
| 4        | หน้าผมขย่มเอง (My makeup and hair)          | 6 de octubre de 2021      | [ 22 ] |
| 5        | From farm to table                        | 13 de octubre de 2021     | [ 23 ] |
| 6        | Signature Walk                            | 15 de octubre de 2021     | [ 24 ] |
| 7        | ห้องดำ (Interview Room)                    | 17 de octubre de 2021     | [ 25 ] |
| 8        | Dance Center                              | 18 de octubre de 2021     | [ 26 ] |
| ESP      | ลองไฟไปจักรวาล (Rehearsal to the Universe) | 23 de octubre de 2021     |        |

#### Ganadoras de desafíos
| Desafío                                          | Candidatas | Ref.   |
| ------------------------------------------------ | --- | ------ |
| Primer Tiro, Mejor Tiro de Aotura                | - 24 - Pimnara Vonzurmuehlen | [ 20 ] |
| Batalla de Palabras Clave por Disinfect & Shield | - 18 - Mie Hirai | [ 21 ] |
| Mi Maquillaje y Cabello de Aotura                | - 26 - María Sangthonghirun | [ 22 ] |
| De la Granja a la Mesa de Golden Mountain        | - 07 - Pheeraya Phuangsombut - 08 - Sarinthorn Kathleen Branston - 09 - Surarak Kairsungnoen - 10 - Nichnita Chatthirarat - 11 - Thanatcha Faikhwan - 12 - Jitlada Lakavijit | [ 23 ] |
| Caminata Exclusiva de Bota-P                     | - 22 - Kodchakorn Korntrakoon | [ 24 ] |
| Centro de Danza de BSC Shoes                     | - 23 - Kasama Suetrong | [ 26 ] |

### Premio
El 6 de septiembre de 2021, TPN Global Co., Ltd. anunció los montos de los premios. Además del premio en efectivo, la ganadora recibió una nueva corona Mouawad llamada «Flame of Passion» ('Llama de la Pasión'), un condominio AssetWise, un Honda Civic Turbo RS de undécima generación y un activo digital, criptomoneda.
- ฿5,000 - A cada candidata que avanzó al Top 63 (63 candidatas)
- ฿10,000 - A cada candidata que avanzó al Top 30 (30 candidatas)
- ฿100.000 - Cuarta finalista
- ฿100.000 - Tercera finalista
- ฿300.000 - Segunda finalista
- ฿ 500,000 -  Primera finalista
- ฿1,000,000 - Ganadora

### Corona 'Flame of Passion'
El 6 de septiembre de 2021, Fred Mouawad lanzó el nombre de una nueva corona de Mouawad para el concurso Miss Universo Tailandia 2021 como «Flame of Passion» ('Llama de la Pasión'). Esta corona es la segunda generación de la corona Mouawad para el concurso Miss Universo Tailandia. El evento de lanzamiento de la corona 'Llama de la Pasión' fue el 22 de octubre de 2021 durante la competencia preliminar.

## Resultados
Colores clave
- Declarada como la ganadora en un concurso Internacional.
- Terminó como finalista en un concurso internacional.
- Terminó como semifinalista o cuartofinalista en un concurso internacional.
- No clasificó.

| Posición                     | Candidata | Concurso internacional | Posición alcanzada |
| ---------------------------- | --- | ---------------------- | ------------------ |
| Miss Universo Tailandia 2021 | - 27 - Anchilee Scott-Kemmis | Miss Universo 2021     | No clasificó       |
| Primera finalista            | - 02 - Tharina Botes § |                        |                    |
| Segunda finalista            | - 13 - Nanthiya Suwansaweang |                        |                    |
| Tercera finalista            | - 23 - Kasama Suetrong |                        |                    |
| Cuarta finalista             | - 24 - Pimnara Vonzurmuehlen |                        |                    |
| Top 10                       | - 03 - Kanokporn Markpolsombat - 05 - Karima Sakuntan - 09 - Surarak Kairsungnoen - 20 - Wanida Dokkularb - 21 - Yhok Sirimart                   |                        |                    |
| Top 15                       | - 01 - Kansuda Chanakeeree - 08 - Sarinthorn Kathleen Branston - 16 - Suttida Chaiyakam - 25 - Chatikarn Suwannakote - 26 - María Sangthonghirun |                        |                    |

§ - Votada por los fanáticos en línea para avanzar al Top 10

### Premios especiales
| Premio                                           | Candidata                           |
| ------------------------------------------------ | ----------------------------------- |
| Nang Ngam Rak Khao Yai de Queen of Bakery        | - 03 - Kanokporn Markpolsombat      |
| Mejor Vestida en Cena de Gala de Queen of Bakery | - 24 - Pimnara Vonzurmuehlen        |
| Desafío de Redes Sociales de Hyatt Regency       | - 24 - Pimnara Vonzurmuehlen        |
| Miss más Poderosa de Bota-P                      | - 24 - Pimnara Vonzurmuehlen        |
| Mujer Empoderadora de L'oreal Paris              | - 28 - Kanthica Champathong         |
| Miss Futura Líder de Pensamiento de Bitkub       | - 08 - Sarinthorn Kathleen Branston |
| Miss Simpatía by Aotura                          | - 26 - María Sangthonghirun         |
| Miss Real Pasión de Doctor Tony                  | - 02 - Tharina Botes                |
| Miss Belleza Natural de Vega                     | - 27 - Anchilee Scott-Kemmis        |
| Proyecto Social de Disinfect & Shield            | - 08 - Sarinthorn Kathleen Branston |
| Miss Elegida por el Público de Bota-P            | - 02 - Tharina Botes                |
| Espectacular Voto al Top by True 5G              | - 02 - Tharina Botes                |

### Miss Real Pasión
| Posiciones | Candidata |
| ---------- | --- |
| Ganadora   | - 02 - Tharina Botes |
| Top 5      | - 27 - Anchilee Scott-Kemmis - 13 - Nanthiya Suwansaweang - 29 - Maylynda Yindeekhet - 23 - Kasama Suetrong                      |
| Top 10     | - 24 - Pimnara Vonzurmuehlen - 01 - Kansuda Chanakeeree - 21 - Yhok Sirimart - 15 - Sornswan Wanboon - 26 - María Sangthonghirun |

### Mejor en Traje Nacional
| Posiciones | Candidata |
| ---------- | --- |
| Ganadora   | Nang Kard - Woman of Steel                                                                                         |
| Top 6      | - Muay Thai Renaissance - Hanuman Thai Boxing - MUAY THAI AR - Hanuman Tha-Wai-Waen - Beauty stacked with strength |

## Concurso

### Formato
Las veinte semifinalistas fueron elegidas del grupo inicial de 30 candidatas a través de una entrevista a puerta cerrada, una presentación en traje de baño y una competencia preliminar, que contó con candidatas compitiendo en traje de baño y traje de noche. Como se introdujo en la edición de 2020, la votación popular determinará una candidata que avanza al Top 10, por lo que quedan nueve lugares para estas semifinalistas.

### Competencia preliminar
La competencia preliminar se llevó a cabo el 22 de octubre de 2021 en el NICE del Jardín botánico tropical de Nong Nooch en Pattaya. Contó con candidatas compitiendo en traje de baño y traje de noche. La competencia fue presentada por Piyawat Kempetch y Amanda Obdam.

### Competencia final
La competencia final se llevó a cabo el 24 de octubre de 2021 en el NICE del Jardín botánico tropical de Nong Nooch en Pattaya.

## Candidatas
30 candidatas compitieron por el título de Miss Universo Tailandia 2021:
| N.º | Candidatas                   | Edad | Estatura        | Ciudad de origen/Residencia | Posición alcanzada           |
| --- | ---------------------------- | ---- | --------------- | --------------------------- | ---------------------------- |
| 01  | Kansuda Chanakeeree          | 23   | 1,70 m (5′ 7″)  | Tak                         | Top 15                       |
| 02  | Tharina Botes                | 24   | 1,80 m (5′ 11″) | Phuket                      | Primera finalista            |
| 03  | Kanokporn Markpolsombat      | 25   | 1,70 m (5′ 7″)  | Sakon Nakhon                | Top 10                       |
| 04  | Assuntina Chusak             | 19   | 1,73 m (5′ 8″)  | Kamphaeng Phet              |                              |
| 05  | Karima Sakuntan              | 24   | 1,75 m (5′ 9″)  | Phetchaburi                 | Top 10                       |
| 06  | Natacha Petizon              | 24   | 1,74 m (5′ 9″)  | Bangkok                     |                              |
| 07  | Pheeraya Phuangsombut        | 26   | 1,70 m (5′ 7″)  | Nakhon Sawan                |                              |
| 08  | Sarinthorn Kathleen Branston | 18   | 1,78 m (5′ 10″) | Bangkok                     | Top 15                       |
| 09  | Surarak Kairsungnoen         | 20   | 1,75 m (5′ 9″)  | Nakhon Ratchasima           | Top 10                       |
| 10  | Nichnita Chatthirarat        | 23   | 1,66 m (5′ 5″)  | Chumphon                    |                              |
| 11  | Thanatcha Faikhwan           | 24   | 1,70 m (5′ 7″)  | Songkhla                    |                              |
| 12  | Jitlada Lakavijit            | 28   | 1,67 m (5′ 6″)  | Bangkok                     |                              |
| 13  | Nanthiya Suwansaweang        | 24   | 1,78 m (5′ 10″) | Nakhon Ratchasima           | Segunda finalista            |
| 14  | Kornkanok Porametthanuwat    | 21   | 1,70 m (5′ 7″)  | Songkhla                    |                              |
| 15  | Sornswan Wanboon             | 25   | 1,73 m (5′ 8″)  | Pathum Thani                |                              |
| 16  | Suttida Chaiyakam            | 26   | 1,68 m (5′ 6″)  | Bangkok                     | Top 15                       |
| 17  | Natthakan Kunchayawanat      | 24   | 1,73 m (5′ 8″)  | Samut Sakhon                |                              |
| 18  | Mie Hirai                    | 24   | 1,75 m (5′ 9″)  | Bangkok                     |                              |
| 19  | Thorfun Binsolem             | 22   | 1,74 m (5′ 9″)  | Bangkok                     |                              |
| 20  | Wanida Dokkularb             | 25   | 1,70 m (5′ 7″)  | Chonburi                    | Top 10                       |
| 21  | Yhok Sirimart                | 26   | 1,75 m (5′ 9″)  | Bangkok                     | Top 10                       |
| 22  | Kodchakorn Korntrakoon       | 21   | 1,70 m (5′ 7″)  | Rayong                      |                              |
| 23  | Kasama Suetrong              | 25   | 1,74 m (5′ 9″)  | Surat Thani                 | Tercera finalista            |
| 24  | Pimnara Vonzurmuehlen        | 26   | 1,74 m (5′ 9″)  | Bangkok                     | Cuarta finalista             |
| 25  | Chatikarn Suwannakote        | 22   | 1,70 m (5′ 7″)  | Nonthaburi                  | Top 15                       |
| 26  | María Sangthonghirun         | 25   | 1,60 m (5′ 3″)  | Bangkok                     | Top 15                       |
| 27  | Anchilee Scott-Kemmis        | 22   | 1,83 m (6′ 0″)  | Chachoengsao                | Miss Universo Tailandia 2021 |
| 28  | Kanthica Champathong         | 24   | 1,75 m (5′ 9″)  | Songkhla                    |                              |
| 29  | Maylynda Yindeekhet          | 25   | 1,74 m (5′ 9″)  | Nonthaburi                  |                              |
| 30  | Sirinya Sangngarmplung       | 21   | 1,76 m (5′ 9″)  | Bangkok                     |                              |

## Cruces y regresos

### Concursos provinciales
Miss Chiang Mai
- 2020: Kansuda Chanakeeree (Primera finalista)

Miss Nakhon Ratchasima
- 2020: Surarak Kairsungnoen (Ganadora)

Nang Phanom Mat Sukhothai
- 2018: Assuntina Chusak

Miss Grand  Chanthaburi-Trat-Rayong
- 2020: Assuntina Chusak (Primera finalista)

Miss Grand Nonthaburi
- 2021: Nichnita Chatthirarat

Miss Grand Pathum Thani
- 2021: Sornswan Wanboon
- 2021: Sirinya Sangngarmplung

Miss Grand Phangnga
- 2021: Sornswan Wanboon

Miss Grand Samut Sakhon
- 2021: Natthakan Kunchayawanat

Miss Grand Bangkok
- 2020: Wanida Dokkularb (Primera finalista)

Miss Grand Chonburi
- 2020: Wanida Dokkularb (Ganadora)
- 2020: Assuntina Chusak

Miss Grand Kanchanaburi
- 2020: Suttida Chaiyakam (Segunda finalista)

Miss Grand Supanburi
- 2020: Suttida Chaiyakam (Primera finalista)

Miss Grand Phuket
- 2019: Tharina Botes (Ganadora)

Miss Grand Sakon Nakhon
- 2019: Kanokporn Markpolsombat (Ganadora)

### Concursos nacionales
Miss Tailandia Mundo
- 2012: Pimnara Vonzurmuehlen (Top 5)

Miss Universo Tailandia
- 2020: Chatikarn Suwannakote
- 2019: Kansuda Chanakeeree (Top 20)

Miss Grand Tailandia
- 2020: Wanida Dokkularb (Top 20)
- 2019: Tharina Botes (Top 10)
- 2019: Kasama Suetrong (Top 10)
- 2019: Kanokporn Markpolsombat
- 2022: Kansuda Chanakeeree (Top 20)

Thai Supermodel Contest
- 2019: Sarinthorn Kathleen Branston (Top 10)
- 2018: Karima Sakuntan (Top 10)
- 2018: Pheeraya Phuangsombut

Miss Modelo Tailandia
- 2018: Kasama Suetrong (Ganadora)

Miss Reina del Turismo Tailandia
- 2017: Kasama Suetrong (Segunda finalista)

Miss Teen Tailandia
- 2016: Kornkanok Porametthanuwat

The Face Thailand
- 2014: Yhok Sirimart (Rango 9)

 Miss Sudáfrica
- 2018: Tharina Botes (Top 12)

### Concursos internacionales
Miss Internacional
- 2016: Tharina Botes (como  Sudáfrica)

Miss Grand Internacional
- 2022: Kansuda Chanakeeree (como  Myanmar)

Miss Model of the World
- 2018: Tharina Botes (como  Sudáfrica)
- 2018: Kasama Suetrong (Top 36)